# 須川に架かる橋梁の一覧
山形県を流れる一級河川、須川に架かる橋梁をまとめたもの。

## 橋の概要
上流より記載

### 東橋
読み方は"あずまばし"。上山市大門に位置し、山形県道263号萱平河崎線が走る。
須川の源流域に近い所に存在する上流から数え1番目の橋である。
1969年、この場所にかつて存在した木橋に代わる形で現在の橋が設置された。橋の名である東橋は、橋の所在地である大門が東地区であることに由来している。

### 庄ノ沢橋
不平林道に存在する橋。現在の橋は1962年に架け替えられた。
完成当時は木造の橋が主流であったが、木材を満載したトラックの通行に耐える構造の橋を作るためにコンクリートで造られた。

### 風穴橋
読み方は"かざあなばし"。1937年に完成。

### 久保川橋
1972年に現在の橋が完成。以前は木造であった。

### ならげ宿橋
2005年に開通した山形県道・宮城県道13号上山七ヶ宿線の楢下バイパスの開通に伴い、楢下長渕橋と共に架けられた橋。
近くには楢下宿がある。橋名は住民から募り、親しみやすいように楢下を平仮名で表記している。

### 宮川橋
1962年に完成。橋の親柱に名称の「宮川橋」が表記されているが、別の柱の一本には「宮川」と表記されている。これは橋が完成した時、須川の上流部が宮川と呼ばれていたためである。

### 嘉平橋
橋の名は、この場所に橋を架けた鈴木嘉兵衛という篤志家からきている。当初の名称は名前そのままの嘉兵衛橋で、明治時代に完成。
先代の橋は欄干のない木橋で、須川が増水する度に水害で家が流されたという。現在の橋は1966年に完成。この際に嘉平橋に改められた。

### 楢下長渕橋
2005年に開通した山形県道・宮城県道13号上山七ヶ宿線の楢下バイパスの開通に伴い、ならげ宿橋と共に架けられた橋。
名称は住民から公募し、複数の応募があった「長渕」が採用された。

### 藤沢橋
上山市の皆沢地区に架かる。1969年架設。
以前は木造の橋で、毎年大雨が降ると橋は流され、当時の住民達が須川の両岸を歩きながら資材を探し、山形市内に繰り出したこともあったという。

### 京塚橋
上山市の皆沢地区の田園地帯に位置し、橋の名称は小字の地名からきている。1957年に先代の橋が完成し、1980年に現在の橋に架け替えられた。先代の橋が架かる前の橋は「平和橋」と付けられていた。
この橋の下流にある須川大橋が完成するまでは宮脇地区と相生・関根両地区の住民が京塚橋を利用していた。

### 須川大橋
上山市の宮脇地区と相生・関根両地区を結ぶ橋で、上流の京塚橋から約2.5km下流に位置する。農免道路の整備に伴って1970年に完成。
2001年、須川大橋の下流約200m先に、約23,000年前のトウヒ属の埋没林が発掘され、その一帯が「化石の森」と名付けられ、橋の西端に山形県が設置した説明板が存在する。その後の調査で、旧石器時代の一帯は針葉樹林だったことが推定された。

### 須川橋
国道13号が通る。1988年、事業化されていた上山バイパスの宮脇－藤吾赤坂工区に完成。
すぐ近くにはスカイタワー41が存在する。

### 東宮新橋
読み方はとうぐうしんばし。1987年に完成。須川の上流から数えて山形県道263号萱平河崎線に架かる2つ目の橋。

### 東宮橋
読み方はとうぐうばし。上流の東宮新橋から約400m下流に位置する。川が氾濫する度に流された以前の木橋に代わる形で1929年に架橋。
橋の名称は上山市の旧東村と旧宮生村を結ぶことからそれぞれの頭文字を合わせ付けられた。

### かかし橋
山形県道169号十日町仙石線が通る。2002年3月完成。上山市の中心街と国道13号上山バイパスを結ぶ新しい県道整備に伴い、金生1丁目と美咲町2丁目の間に架けられた橋である。当初の県道建設計画はかかし橋より北東に位置する山形県立上山明新館高等学校の方向に延びるルートであり、現在より下流に架けられる予定だったという。
橋の名称は市民の公募により決定した。

### 仙石橋
上流にあるかかし橋から約200m下流に位置する。近くには山形県立上山明新館高等学校がある。
かつての橋は木造であったが、1967年の羽越豪雨で橋の一部が崩壊。翌年の1968年に失われた東側約20m分をコンクリート製の橋にして補修、5年後の1973年に残りの木造部分を架け替え、架橋工事が2回に分けられ行われた。そのため橋の東側入り口には1968年竣工、上山市の橋梁台帳には橋の架設年次が1973年となっている。1979年には隣接する歩道橋も完成した。

### 泉川大橋
上山市の泉川地区にある橋。現在架かる橋は2代目で、1975年に完成。
上山市内を流れる須川の支流、前川との合流地点付近に存在し、橋のすぐ西側には前川に架かる泉川橋が存在する。橋と平行して歩道橋も架けられている。

### こだま橋
上山市の弁天地区と金谷地区を結ぶ橋で、宮城県道・山形県道12号白石上山線が通る。蔵王エコーラインの整備に伴い建設され1963年に架橋。橋の名称は「エコー（こだま）」に由来する。
こだま橋が完成する前は少し下流に幅が一人分という非常に小さな木橋が存在した。また、同じく完成前には須川の中に蔵王高速電鉄建設の工事の名残の橋脚がそのまま残っていた。

### 龍王橋
読み方は"りゅうおうばし"。山形県道267号十日町山形線が通る。1935年に完成。
名称の由来は「龍山」と「蔵王」にちなんで付けられた。橋を支える橋脚がコンクリート製の二連アーチになっているのが特徴。
橋のすぐ近く(上流側)で酢川と合流している。

### 常盤橋
当項目を参照のこと。→常盤橋

### 反田橋
読み方はそりだばし。志戸田と下反田を結ぶ橋で、毎年夏に行われる山形大花火大会の会場付近に存在する。
反田橋から200mほど上流にかつて存在した椹沢橋（くぬぎざわばし）が先代の橋とされている。椹沢橋は当時須川の西側に畑が多くあったことから、農作業用の仮橋として設けられた。1934年、橋が架かる農道が主要道路に昇格したため改良されるが、1950年の洪水で流失。その後、木造の橋に復旧された。
復旧後、長年橋の架け替えが議論され、1989年に新しい橋が着工し、1993年に現在の橋が完成した。橋の名称は反田大橋の他、観音橋、若宮橋などが候補に挙がり、反田大橋に絞られるが、大橋という呼び方は国道級に限定されるため反田橋となった。

### 船町橋
読み方はふなまちばし。国道112号が通る。山形市北西部に位置し、中山町との境界とも近い。
1968年に着工し1971年、船町バイパスの開通と共に供用が開始された。先代の船町橋は現在の橋より約150m上流に存在した。

### 落合橋
山形県道277号長岡中山線が通る。
1933年12月に初代の橋が完成。完成当初、川が湾曲していたため蛸首（たこのくび）と呼ばれ、洪水の原因になっていた。初代の橋の完成から2年後、湾曲した川の流れを直線的にする改修作業が行われた。1952年に2代目の橋が完成し、長年続いた川の流れの改修作業が終了後に現在の3代目の橋が1988年に完成し、2代目と架け替えられた。
橋の名称は中山町の長崎地区の小字名が当てられている。中山町長崎地区と天童市寺津地区を結ぶ橋であり、上流から数え最後に架かる橋であり、この橋の約700m先で最上川と合流する。

## その他
東北中央自動車道、奥羽本線、左沢線、山形自動車道にも橋が架かる。